# Прогресс (Пензенская область)
Прогресс — село в Кузнецком районе Пензенской области. Входит в состав Махалинского сельсовета.

## География
Село расположено в восточной части области на расстоянии примерно в 19 километрах по прямой к западу-юго-западу от районного центра Кузнецка.
Часовой пояс
Село Прогресс как и вся Пензенская область, находится в часовой зоне МСК (московское время). Смещение применяемого времени относительно UTC составляет +3:00.

## Население
| 1979 | 1989 | 1996 | 2002 | 2010 |
| ---- | ---- | ---- | ---- | ---- |
| 97   | ↘92  | →92  | ↘56  | ↘49  |

Национальный состав
Согласно результатам переписи 2002 года, в национальной структуре населения русские составляли 77 % из 56 чел..